# Ротунда (Сучава)
Ротунда (рум. Rotunda) насеље је у Румунији у округу Сучава у општини Литени. Oпштина се налази на надморској висини од 273 m.

## Становништво
Према подацима из 2002. године у насељу је живело 2273 становника, од којих су сви румунске националности.